# Enicospilus fetus
Enicospilus fetus là một loài tò vò trong họ Ichneumonidae.